# Vespadelus baverstocki
Vespadelus baverstocki (Kitchener, Jones, & Caputi, 1987) è un pipistrello della famiglia dei Vespertilionidi diffuso in Australia.

## Descrizione

### Dimensioni
Pipistrello di piccole dimensioni, con la lunghezza della testa e del corpo tra 35 e 43 mm, la lunghezza dell'avambraccio tra 26,5 e 31,4 mm, la lunghezza della coda tra 26,5 e 34 mm, la lunghezza del piede tra 3,9 e 5,5 mm, la lunghezza delle orecchie tra 9 e 11 mm e un peso fino a 7 g.

### Aspetto
La pelliccia è lunga. Le parti dorsali sono grigio-brunastre, con la base dei peli nerastra, mentre le parti ventrali sono grigiastre, con la base dei peli nerastra. Le orecchie sono grigiastre, corte, ben separate tra loro e triangolari, il trago è talvolta bianco. Le membrane alari sono grigiastre. La coda è lunga e inclusa completamente nell'uropatagio. Il pene è pendulo senza angolature verso il basso, mentre il glande è a forma di imbuto.

### Ecolocazione
Emette ultrasuoni ad alto ciclo di lavoro sotto forma di impulsi di breve durata con frequenza modulata finale di 39–46 kHz.

## Biologia

### Comportamento
Si rifugia in piccoli gruppi fino a 60 individui all'interno di cavità degli alberi e fessure presenti negli edifici.

### Alimentazione
Si nutre di insetti.

### Riproduzione
Le femmine danno alla luce un piccolo alla volta.

## Distribuzione e habitat
Questa specie è diffusa nell'Australia occidentale centro-orientale, Territorio del Nord meridionale, Australia meridionale, Queensland sud-occidentale, Nuovo Galles del Sud occidentale e nello stato di Victoria nord-occidentale.
Vive nei boschi e nelle boscaglie aride e semi-aride.

## Conservazione
La IUCN Red List, considerato il vasto areale, la tolleranza a diversi tipi di habitat e la popolazione presumibilmente numerosa, classifica V.baverstocki come specie a rischio minimo (Least Concern)).